# کانتنز
کانتنز (به هلندی: Kantens) یک منطقهٔ مسکونی در هلند است که در ایمس‌موند واقع شده‌است. کانتنز ۰٫۴۳ کیلومتر مربع مساحت و ۹۶۵ نفر جمعیت دارد.